# Gorjatschinsk

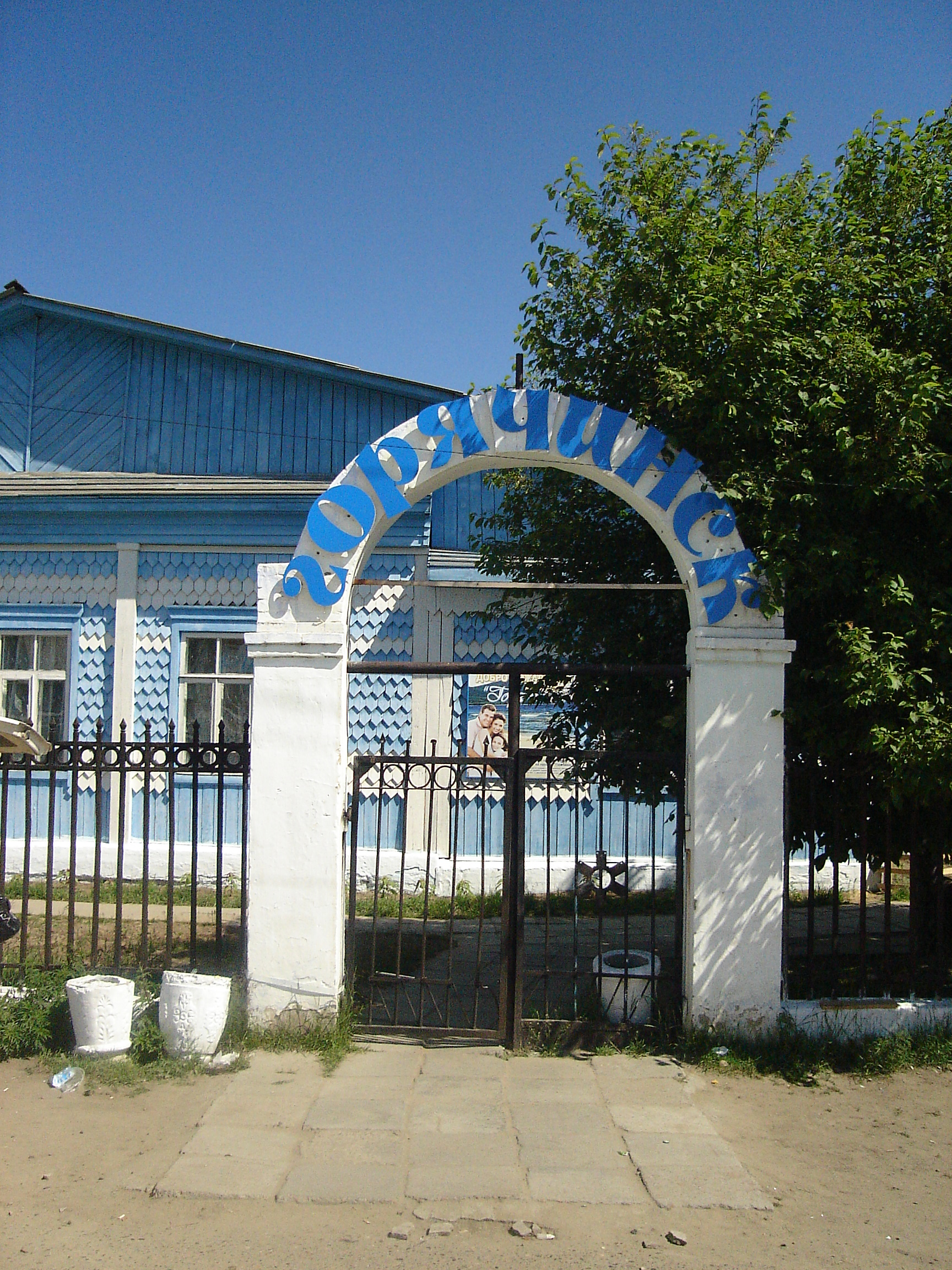
Sanatorium (2010)

Gorjatschinsk (russisch Горячинск) ist ein Dorf in Burjatien.

## Lage
Gorjatschinsk liegt ca. 180 km nordöstlich von Ulan-Ude am Ostufer des Baikalsees. Es ist durch seine heißen Quellen und mit Kiefern bewachsene Sandstrände bekannt. Der Ort ist von Ulan-Ude aus mit dem Bus zu erreichen.

## Kurbetrieb
Das 55 Grad heiße Mineralwasser hat einen pH-Wert von 9,3 und enthält Kohlensäure, Silizium und Natriumsulfat. Der Badebetrieb existiert seit 1751, ein Sanatorium wurde 1810 gegründet.